# Брайоні Шоу
Брайоні Шоу  (англ. Bryony Shaw, 28 квітня 1983) — британська яхтсменка, олімпійська медалістка.

## Виступи на Олімпіадах
| Олімпіада  | Дисципліна  | Місце |
| ---------- | ----------- | ----- |
| Пекін 2008 | віндсерфинг | 3     |